# 松古图
松古图（转写：Songgotu，1613年—1646年），或译为松国托、聪古伦，后金格格，清太祖努尔哈赤的第八女。

## 生平
她的生母绰奇福晋是孝慈高皇后孟古哲哲的妹妹（或说同族侄女）。松古圖是努尔哈赤第八女，生于萬曆四十年 (1612年) 十二月初七日戌时。依当时习俗，称松古圖格格。
天命十年（1625年）正月十六日，松古图格格下嫁博尔济吉特氏的固尔布什，並且封為和硕公主。但是有认为她是在崇德元年（1636年）十一月，皇太极册封的七位公主之一。其中“松国托，爱尔如我之妹，当循大礼，赐尔册文，封为和硕公主。尔勿恃吾之妹，越份悖道逆理”。并且认为她受封為和碩公主与其生母是皇太极的姨妈有關。因為在诸姐妹中她与皇太极血缘較为亲近。
顺治三年（1646年）二月，和硕公主去世，享年三十五岁。

## 备注
1. ↑  Songgotu为常见满族人名，或译为松果托、松俄托、索额图。意为好哭。满语中，songgo为“哭”的词根，tu表“善做某事”[2]。